# たぬきち
たぬきち（英語: Tom Nook、5月30日生）は、どうぶつの森シリーズのキャラクター。2足歩行のタヌキといった見た目をしている。シリーズ第1作の『どうぶつの森』（2001年）での初登場以降、全作品で登場している。座右の銘は「あきんどは損していつか倉がたつ」。
どうぶつの森シリーズでは、プレイヤーに生活の進め方の説明や、物件や仕事の紹介などを行うチュートリアルキャラクターであり、ゲームの目的を与えるキャラクターでもある。シリーズ各作品は「たぬきちに半ば強引にローンを背負わされるところ」から始まることが多いことから、日本国外を中心に悪役のように扱われる場合もあるが、仕事熱心なキャラクターなどとして人気も高い。

## どうぶつの森シリーズにおける役割
『どうぶつの森』から『とびだせ どうぶつの森』までは「たぬきちに半ば強引にローンを背負わされるところ」から始まり、ゲームプレイとともに新要素が解放されていくという形でゲームが進行していた。『あつまれ どうぶつの森』では導入部分が大きくなり、新要素を体験しつつ、たぬきちへのローン返済をしながらさまざまな遊びを覚えていくという進行になった。『あつまれ どうぶつの森』では新会社「たぬき開発」の社長として、プレイヤーに「無人島移住パッケージ」を提案して、パッケージの費用などとして借金を負わせている。
スピンオフ作品の『どうぶつの森 ハッピーホームデザイナー』ではニュータウンの不動産会社「たぬきハウジング」の社長であり、プレイヤーを新入社員として雇用した。

## キャラクターデザイン
2足歩行のタヌキといった見た目である。第1作『どうぶつの森』の設計段階において、村の要素がつくられた際にたぬきちの店が生まれたが、最初は4足歩行というデザインであり、後に会話する必要性から2足歩行に変更された。初登場以来エプロン（商人の帆前掛け）を着ることが多かったが、『とびだせ どうぶつの森』では「たぬきハウジング」の社長に就任するとともにシャツとプルオーバーを着用、『あつまれ どうぶつの森』ではアロハシャツと半ズボン（秋冬はセーターと長ズボン）を着用した。

## 設定
『とびだせ』におけるキャラクター会話によれば、たぬきちはプレイヤーが引っ越してきた村で育った。都会での成功を目指して、あさみなどの友人を残して村を離れた。『おいでよ どうぶつの森』ではあさみがたぬきちと幼馴染であると明かし、たぬきちが都会に行ったときは彼のことを心配したと述べている。口癖は「～だなも」。
しかし、都会での生活は思うようにいかず、たぬきちはやがて都会での生活を諦めた。あさみは昔のたぬきちを楽観的と形容したが、たぬきちは都会での生活を経て性格が変わり、プレイヤーがゲーム中で目にするような、仕事や金稼ぎに専念する性格になった。あさみとたぬきちは疎遠になったが、あさみはその後もたぬきちから誕生日祝いに贈られたはさみを使っている。『どうぶつの森 ハッピーホームデザイナー』ではたぬきちが収入の9割を孤児院に寄付していることが判明した。
独身であり、ゲーム内の商店で店員を務めるまめきちとつぶきちと親子ではないが、まめきちとつぶきちは英語名ではたぬきちと同姓である。
とたけけのファンであり、カラオケではとたけけの『けけえんか』を最も得意としている。『あつまれ どうぶつの森』ではとたけけを島に招くために、プレイヤーに島の評価を星3に上げるよう促している。

## 評価・反響

### 人気
2001年に任天堂が行ったどうぶつの森キャラクター人気投票では10位であり、IGNは2008年に「『大乱闘スマッシュブラザーズX』で登場させてほしいキャラクター10名」でたぬきちを9位にリストアップしている。Polygonは2017年にたぬきちをとたけけに並ぶ「ファンのお気に入り」（fan fave）と形容した。

### インターネット・ミームとして
日本国外を中心に、冷酷で人を欺く企業資本家階級のようなキャラクターとして、ゲーマーだけではなくインターネット全体にミームとして認知されている。GamesRadarでは2011年の記事で、たぬきちがゲーマーの間だけではなく、インターネット全体においてもよこしまで人を欺くキャラクターの代表およびインターネット・ミームとして認知されたと述べられている。Waypointの2020年の記事において資本主義者やペテン師としてプレーヤーの間でミーム化していると述べられている。Launcher（ワシントン・ポスト）の2020年の記事においても、たぬきちを悪役、盗賊、不動産強盗、資本主義者などとして扱う「たぬきちは悪だ」というミームが広まっており、任天堂もこれを認識していると述べられている。
パロディ作品においてもたぬきちはボスキャラクターや悪役として風刺されている。ウェブコミックのVGキャッツは2005年の漫画でたぬきちを登場させ、たぬきちは作中でチンピラのように住民に暴力をふるい、家賃を回収している。同じくウェブコミックのPvPも2013年の漫画でたぬきちを登場させ、たぬきちは作中でプレイヤーが50万ベルの借金を返済していないとして、プレイヤーの家を打ち壊すと脅した。

### 悪役という評価
日本国外を中心に悪役として扱われる場合も多い。GameSpyは2009年に「GameSpyのお気に入りのビデオゲームボスキャラクター」（GameSpy's Favorite Videogame Bosses）と題する記事でたぬきちをお気に入りボスキャラクターの1人に選出し、「ゲームが始まるとき、プレイヤーはたぬきちにばかげている金額の債務を負わせられている。たとえ借金をすべて返済して、自給に向けて進もうとしても、結局たぬきちの商店で買い物をしなければならない」と評した。GameSpyは2010年に「『どうぶつの森』において、たぬきちは煩わしい。実生活においては恐ろしい」として、「実生活で嫌われるビデオゲームキャラクター」の1人に選出した。2012年11月には『コンプレックス』誌がビデオゲームのクールなヴィラン50選（The 50 Coolest Video Game Villains of All Time）においてたぬきちを49位に選出している。IGNは2013年にビデオゲームのヴィラン百選（The Top 100 Videogame Villains）でたぬきちを「金稼ぎを唯一の欲望としている」という裏の顔もあるとして、72位に選出している。
IGNの編集者パトリック・コラン（Patrick Kolan）は2008年にたぬきちを「『どうぶつの森』のアル・スウェレンジン」（19世紀アメリカの売春斡旋業者）と形容し、その地位から社会秩序を掌握するに至ったとしている。IGNの他の2008年の記事でもたぬきちを「奸智に長ける、極悪非道で意地悪い、小売りと不動産の黒幕」、「『どうぶつの森』の世界における、家持ちにとっての災いのもと」と形容している。また、同じくIGNによる『メジャマジ・マーチ』のレビュー（2009年）では登場人物のGGGGバトンを「煩わしさがたぬきちに次ぐレベルに達している」と評している。
GamesRadarもたぬきちが「プレイヤーの前に財政の安定をおいしいニンジンのようにぶら下げ、借金を返済した矢先に家を（プレイヤーの同意なしに）増築して、プレイヤーを再度請求書にまみれた穴に落とす」と否定的に描写している。WIREDのジェームス・テンパートンはたぬきちの悪徳資本家ぶりは長らく笑いのネタになってきたが、「あつまれ」でのATM金利引き下げによって「たぬきちのディストピアが最も完全な形で現れた」としている。
たぬきちへの否定的な評価は日本にも存在する。Game*Sparkでは「無性に殴りたくなるゲームキャラ10選」の1つにたぬきちを挙げた。『とびだせ』では従来のプレイヤーキャラに対する借金返済姿勢は軟化したが、プレイヤーが屋外にアイテムを放置しているところに新たな住民が家を建てるとアイテムがなくなってしまう現象が「タヌキインパクト」「たぬきテロ」と呼ばれ、『あつまれ』でATMに入れているベルの金利が下がったときはたぬきちに批判の矛先が向けられた。マグミクスのふみくんは『とびだせ』でアイテム収納の拡張がアップデートで可能となったが、50万ベル一括払いが必要なことをたぬきちの「商売チャンス」、発売から1年経過して島の観光事業「観光案内メーカー」を始めたが彼の商魂からして無人島移住パッケージを考案した当初が思い描いていた可能性を考えている。

### 肯定的な評価
作家キャサリン・イスビスターが2006年の著作『Better game characters by design: a psychological approach』でプレイヤーを間接的に助ける指導者キャラクターの例としてたぬきちを挙げた。
『あつまれ』においてはプレイヤーをサポートするしずえと比較すると2020年2月に、どうぶつの森公式Twitterのイメージキャラクターがしずえからたぬきちに交代したときは「乗っ取り」との表現も見られるなど否定的だったが、それは次第に変化していき、しずえは一日の始まりを知らせる島内放送でゲーム内イベントと関係のない雑談を多く喋っていたのに対して、たぬきちは顧客のニーズに応えるなどビジネスモデルが良くなったと評価された。2020年7月にTwitterのイメージキャラクターが再びしずえに交代したとき、たぬきちから変わってしまうのを悲しむ声も多かった。マグミクスのふみくんも、しずえは勤務中にうたた寝したり、帰宅することもあるようだが、たぬきちは昼夜パソコンに向かって仕事をしており、商業施設、不動産、無人島移住パッケージと事業を成功させて来た彼を評価した。
製作側としても、シリーズプロデューサーの野上恒はたぬきちを「本当はいいやつ」だと言い、ディレクターの京極あやも『あつまれ』ではプレイヤーだけでなく他の移住者もたぬきちのプランを購入、彼は集金したもので案内所を立派にしたり、24時間体制で働くなど島のために使っているとしている。また、Nintendo Treehouseチームのリッチ・アムタワーは「履歴書すらない、新顔のあなたをリスクを背負ってまで雇ったことから、彼の気前のよい性格がみえる」と述べた。

### ゲーム内での役割
ゲームデザイナーで大学教授のイアン・ボゴストはどうぶつの森シリーズが経済学における消費と債務を描写するにあたり、たぬきちが中心的な役割を果たしたと述べた：

住民たちがたぬきちの商店に現れることはない。（中略）一方、プレイヤーは消費者としての行動指針にすべて従っている。たとえば、プレイヤーは借金を返済したり、品物を購入したり売却したりする。たぬきちは品物を購入して、それを財産に変換している。（中略）プレイヤーが金を使うほど、たぬきちは金を稼ぐ。あらゆる金融取引をプレイヤーとたぬきちの間の流れに要約することで、『どうぶつの森』は富の再分配の手順を若い子供でもわかるようにした。たぬきちは企業資本家階級を簡約した1つの形となる。

## 展開

### スピンオフ作品
2006年の『劇場版 どうぶつの森』で登場しており、龍田直樹がたぬきち役の声を担当した。

### 他のゲーム作品
『大乱闘スマッシュブラザーズDX』（ニンテンドー ゲームキューブ、2001年）、『大乱闘スマッシュブラザーズX』、『大乱闘スマッシュブラザーズ for Nintendo 3DS / Wii U』、『大乱闘スマッシュブラザーズ SPECIAL』ではフィギュアとして登場した。

### 関連商品
2015年11月にたぬきちのamiiboフィギュアが発売された。